# Lädsjön
Lädsjön är en sjö i Mora kommun i Dalarna och ingår i Dalälvens huvudavrinningsområde. Sjön har en area på 0,418 kvadratkilometer och ligger 200,1 meter över havet. Sjön avvattnas av vattendraget Lädsån.

## Delavrinningsområde
Lädsjön ingår i det delavrinningsområde (677055-142114) som SMHI kallar för Mynnar i Dalälvens vattendragsyta. Medelhöjden är 237 meter över havet och ytan är 14,53 kvadratkilometer. Räknas de 3 avrinningsområdena uppströms in blir den ackumulerade arean 62,51 kvadratkilometer. Lädsån som avvattnar avrinningsområdet har biflödesordning 2, vilket innebär att vattnet flödar genom totalt 2 vattendrag innan det når havet efter 327 kilometer. Avrinningsområdet består mestadels av skog (83 procent). Avrinningsområdet har 0,42 kvadratkilometer vattenytor vilket ger det en sjöprocent på 2,9 procent.